# 金田繁
金田 繁（かねだ しげる、1906年10月20日 - 1966年3月15日）は、日本の映画監督、脚本家。

## 人物・来歴
1906年（明治39年）、京都府京都市下京区に生まれる。妹・みねは、のちに東亜キネマの助監督時代に金田が師事した広瀬五郎の妻となった。
旧制・京都市立第一商業学校（現：京都市立西京高等学校・附属中学校）を卒業し、東亜キネマ等持院撮影所助監督部に入社した。仁科熊彦、広瀬五郎の作品におもに助監督として就いた。同社は1931年（昭和6年）に製作部門が崩壊し、同社が新設した東活映画社に移り、同年12月5日に公開されたサイレント映画『閃影双刃録』で、満25歳で監督に昇進した。同社は翌1932年（昭和7年）10月に解散しており、同社が製作し、金田が大伴麟三と共同で監督したサイレント映画『決戦荒神山』は、同年12月31日、新設の宝塚キネマ興行が配給して公開された。
1935年（昭和10年）、東京に移り、新興キネマ東京撮影所（現：東映東京撮影所）が製作した『鼻唄奇兵隊』を監督、同年2月28日に公開された記録がある。しかし、同年すぐに、大阪府下の極東映画に移籍し、同年6月28日に公開された『武家姿日本晴れ』を監督している。翌1936年（昭和11年）には、奈良県生駒郡伏見村（現：同県奈良市あやめ池北1丁目）にあった全勝キネマに移籍、多くのサイレントの剣戟映画を監督した。1941年（昭和16年）には、同社は合併して、松竹資本の興亜映画が設立されると、そこに継続的に移籍し、同年10月20日に公開された『荒野の叫び』を姓丸浩と共同で監督している。第二次世界大戦に突入して以降の作品歴は不明である。
戦後、1964年（昭和39年）に放映を開始した連続テレビ映画『風雲真田城』を監督した記録が残っているが、1966年（昭和41年）3月15日に死去。満59歳没。

## フィルモグラフィ
すべてクレジットは「監督」であり、監督以外のクレジットは特筆の通りである。公開日の右側には役名、および東京国立近代美術館フィルムセンター (NFC)、マツダ映画社所蔵等の上映用プリントの現存状況についても記す。同センター等に所蔵されていないものは、とくに1940年代以前の作品についてはほぼ現存しないフィルムである。資料によってタイトルの異なるものは併記した。

### 東活映画
- 『閃影双刃録』：1931年12月5日公開 - 監督・潤色
- 『戦線黎明の号破』：1932年4月8日公開
- 『小松龍三 後篇』[7]（『小松竜三 後篇』[4]）：1932年9月15日公開 - 67分尺で現存（NFC所蔵[7]）
- 『決戦荒神山』：共同監督大伴麟三、配給宝塚キネマ興行、1932年12月31日公開 - 48分尺で現存（日本名作劇場DVD発売）

### 新興キネマ東京撮影所
- 『鼻唄奇兵隊』：1935年2月28日公開

### 極東映画
- 『武家姿日本晴れ』：1935年6月28日公開
- 『神風豪鬼隊 前篇』：1935年9月6日公開
- 『一心太助 度胸骨一代男』：1936年1月19日公開

### 全勝キネマ
- 『間兄弟』：1936年製作・公開
- 『国定後日譚』：1936年製作・公開
- 『忍術薩摩城』：1937年2月4日公開
- 『寛永勇士総動員』：1937年製作・公開
- 『狂乱時雨笠』：1937年製作・公開 - 監督・原作・脚本
- 『剣鬼夜叉王』：1937年製作・公開
- 『口笛斬り独眼竜』：1937年製作・公開
- 『女盗ざんげ』：1937年製作・公開
- 『上州熱血児』：1937年製作・公開
- 『大岡政談 鮮血の手形』：1937年製作・公開
- 『大名五郎蔵』：1937年製作・公開
- 『謎の短銃』：1937年製作・公開
- 『変化鞍馬山』：1937年製作・公開
- 『義剣血風陣』：1938年製作・公開
- 『侠男の火花』：1938年製作・公開
- 『時代の風雲児』：1938年製作・公開
- 『疾風葵変化』：1938年製作・公開 - 監督・原作・脚本
- 『槍持千人力』：1938年製作・公開
- 『忠魂決死隊』：1938年製作・公開
- 『鍔鳴り五十三次』：1938年製作・公開
- 『飛龍必殺剣』[7]（『飛竜必殺剣』[4]）：1938年製作・公開 - 29分尺で現存（NFC所蔵[7]）
- 『吼えろ！怪物』：1938年製作・公開
- 『忍術八天狗 前篇』：1939年2月1日公開
- 『忍術八天狗 後篇』：1939年2月8日公開
- 『躍る怪魔』：1939年2月15日公開
- 『蝙蝠安』：1939年4月13日公開
- 『忍術十三代記』：1939年5月18日公開
- 『捕物綺談 河童の仇討』：1939年7月20日公開
- 『天保斬魔剣』：1939年8月24日公開 - 23分尺で現存（NFC所蔵[7]）
- 『建国驀走隊』：1939年8月31日公開
- 『愛染菩薩』：1939年10月12日公開
- 『妖芙火喰鳥』：1939年12月7日公開
- 『七化け子天狗』：1940年2月1日公開
- 『鉄血浪人街』：1940年5月1日公開
- 『濡れ衣剣法』：1940年6月20日公開
- 『剣豪隅田の血戦』：1940年7月18日公開
- 『風流暴れ若様』：1940年8月22日公開
- 『馬子唄一番槍』：1940年10月10日公開
- 『旗本三日月侍』：1940年11月13日公開
- 『大岡政談 白洲の花嫁』：1941年1月7日公開

### 興亜映画
- 『荒野の叫び』：共同監督姓丸浩、1941年10月20日公開

### 戦後
- 『風雲真田城』：他の監督船床定男・仁科紀彦・深田金之助、山崎プロダクション/朝日放送、連続テレビ映画、1964年9月6日 - 1965年7月25日放映[6]